# Питання курортології, фізіотерапії і лікувальної фізичної культури
«Питання курортології, фізіотерапії і лікувальної фізичної культури» (рос. Вопросы курортологии, физиотерапии и лечебной физической культуры) — радянський, потім російський науково-практичний журнал. Заснований в 1923 р.
Журнал висвітлює питання вивчення механізмів фізіологічної та лікувальної дії фізичних і курортних факторів, методи і результати їх лікувального застосування, а також теоретичні і практичні питання застосування лікувальної фізичної культури в комплексному лікуванні різних захворювань. Публікуються результати наукових досліджень та статті практичних лікарів, що висвітлюють досвід використання фізичних і курортних методів в практиці лікувальної роботи та організації фізіотерапевтичної та санаторно-курортної допомоги.
Розрахований на практичних лікарів і лікарів-організаторів, що працюють на курортах і в санаторіях, фізіотерапевтів і фахівців з лікувальної фізичної культури, а також науковців в області зазначених дисциплін.